# Saint-Bon-Tarentaise
Saint-Bon-Tarentaise ist eine Commune déléguée mit 1.864 Einwohnern (Stand: 1. Januar 2018) in der Gemeinde Courchevel im Département Savoie in der Region Auvergne-Rhône-Alpes. Sie war Teil des Arrondissements Albertville und des Kantons Moûtiers.
Mit Wirkung vom 1. Januar 2017 wurden die ehemaligen Gemeinden Saint-Bon-Tarentaise und La Perrière zur Commune nouvelle Courchevel zusammengelegt.

## Geographie
Der Ort liegt in der Nähe des Nationalpark Vanoise.

## Sehenswürdigkeiten
Eintrag Nr. 73227 in der Base Mérimée des französischen Kulturministeriums (französisch)